# John Wetton
John Kenneth Wetton (n. 12 iunie 1949, Willington⁠(d), South Derbyshire, Anglia, Regatul Unit – d. 31 ianuarie 2017, Bournemouth, Anglia, Regatul Unit) a fost un cântăreț, basist și chitarist englez.
Născut în Willington, Derbyshire, Wetton a crescut în Bournemouth, Dorset. A devenit cântăreț/compozitor/muzician la sfârșitul anilor 1960 ca membru al unor trupe precum Mogul Trash, Family, King Crimson, Roxy Music/formația lui Bryan Ferry, Uriah Heep, U.K. și Wishbone Ash. Wetton a devenit celebru odată cu grupul Asia prin lansarea albumului de debut eponim, unul de mare succes ce a fost cotat drept albumul anului de către revista Billboard în 1982.

## Discografie

### Albume
- Caught in the Crossfire (1980)
- King's Road, 1972-1980 (1987)
- Voice Mail/Battle Lines (1992)
- Arkangel (1997)
- Chasing the Deer (1998 - soundtrack)
- Monkey Business (1998 cu Richard Palmer-James)
- Welcome to Heaven (2000)
- Sinister (2000)
- Rock of Faith (2003)

### Albume live
- Chasing the Dragon (1995)
- Akustika (1996)
- Hazy Monet Live in New York (1998)
- Live in Tokyo (1998)
- Sub Rosa Live in Milan Italy (1998)
- Nomansland Live in Poland (1999)
- Live in Argentina (2002)
- Live in Stockholm 1998 (2003)
- Live in Osaka (2003)
- Live in the Underworld (2003)
- One Way or Another (2003 cu Ken Hensley)
- Amata (2004)

1. 1 2  John Wetton, Find a Grave, accesat în 9 octombrie 2017
2. 1 2  John Wetton, Encyclopædia Britannica Online, accesat în 9 octombrie 2017
3. 1 2  John K. Wetton, Internet Broadway Database, accesat în 9 octombrie 2017
4. ↑  John Wetton, Encyclopaedia Metallum, accesat în 9 octombrie 2017
5. ↑  John Wetton, Autoritatea BnF
6. ↑  John Wetton, frontman for Asia and key prog rock figure, dies aged 67 (în engleză)
7. ↑  CONOR.SI[*] Verificați valoarea |titlelink= (ajutor)
8. ↑  Czech National Authority Database, accesat în 1 martie 2022